# さくら、もゆ。-as the Night's, Reincarnation-
『さくら、もゆ。-as the Night's, Reincarnation-』は、FAVORITEより2019年1月31日に発売された18禁美少女アドベンチャーゲーム。
家庭用ゲーム機向けとして、PlayStation 4/Nintendo Switch版がエンターグラムより2023年2月22日に発売された。

## あらすじ
かつて人知れず人類を救った魔法少女達の戦いからおよそ10年後、主人公・奏大雅が通う桜ヶ丘学園に、彼の幼なじみである柊ハルが転校してくる。ある日、彼女は大雅に、自分を魔法少女に戻して欲しいと頼んでくる。

## 登場人物
奏大雅
本作の主人公。
クロ
声 - 夏和小
主人公と長年暮らしてきた黒猫だが、人の姿になるときは、なぜか白化する。かなりの人見知り。
柊 ハル（ひいらぎ はる）
声 - 南るお
大雅の幼馴染で、彼の通う桜ヶ丘学園に転入する形で再会を果たす。魔法少女だった過去を持ち、ある人を守護するために魔法少女に戻ることを希望する。
杏藤 千和（あんどう ちわ）
声 - 猫村ゆき
大雅の年下の幼馴染みで、学園では後輩にあたる。大雅にからかわれては大嫌いと言うが、実際は彼のことが大好きである。魔法少女だった過去を持つ。
夜月 姫織（よるつき ひおり）
声 - 要しおり
大雅の幼馴染みで、学園でも同じクラスである。神社で巫女をしている。魔法少女だった過去を持つ。
冬月 十夜（ふゆつき とおや）
声 - 双葉まりか
子猫で人型に変身可能。
陽向井 あさひ（ひむかい あさひ）
声 - 桃山いおん
猫で人型に変身可能。
ナナ
声 - 白雪碧
主人公たちの暮らす参禅町の列車の精霊または神。

## 開発
本作は、プロデューサー兼ディレクターの水間ホシひとをはじめとする、『いろとりどりのセカイ』の開発スタッフが中心となって少しずつ企画が進められ、『アストラエアの白き永遠』シリーズの完結をもって、開発に踏み切った。
題名である『さくら、もゆ。』は、作品や物語の内容、さらには雰囲気を考慮した上でつけられたものである。
漆原雪人がシナリオを手がけた本作は「夢」をテーマにし、サブテーマとして「魔法と少女」や「桜の舞う世界」が設定された。